# 安中市立安中小学校
安中市立安中小学校（あんなかしりつ あんなかしょうがっこう）は、群馬県安中市にある安中市立小学校。

## 概要
シンボルの大イチョウなど校庭に多くの樹木がある｡

## 沿革
- 1873年 - 安中学校開校
- 1874年 - 古屋学校開校
- 1958年 - 市制施行により安中市立安中小学校と改称。

## 学区
- 安中地区(高別当100番地を除く。)[2]
- 磯部地区第5区19組から32組
- 岩野谷地区第4区7組
- 秋間地区第5区

## 学校教育目標
心ゆたかで　自ら学ぶ　たくましい子の育成 ～元気に登校、笑顔で下校～
- 思いやりの心を持ち，互いに協力できる児童の育成
- 自ら学ぶ意欲を持ち，自主的に活動する児童の育成
- 心身を鍛え，ねばり強くがんばる児童の育成